# 皮海湖 (萨塔昆塔区)
61°00′N 22°18′E / 61.000°N 22.300°E

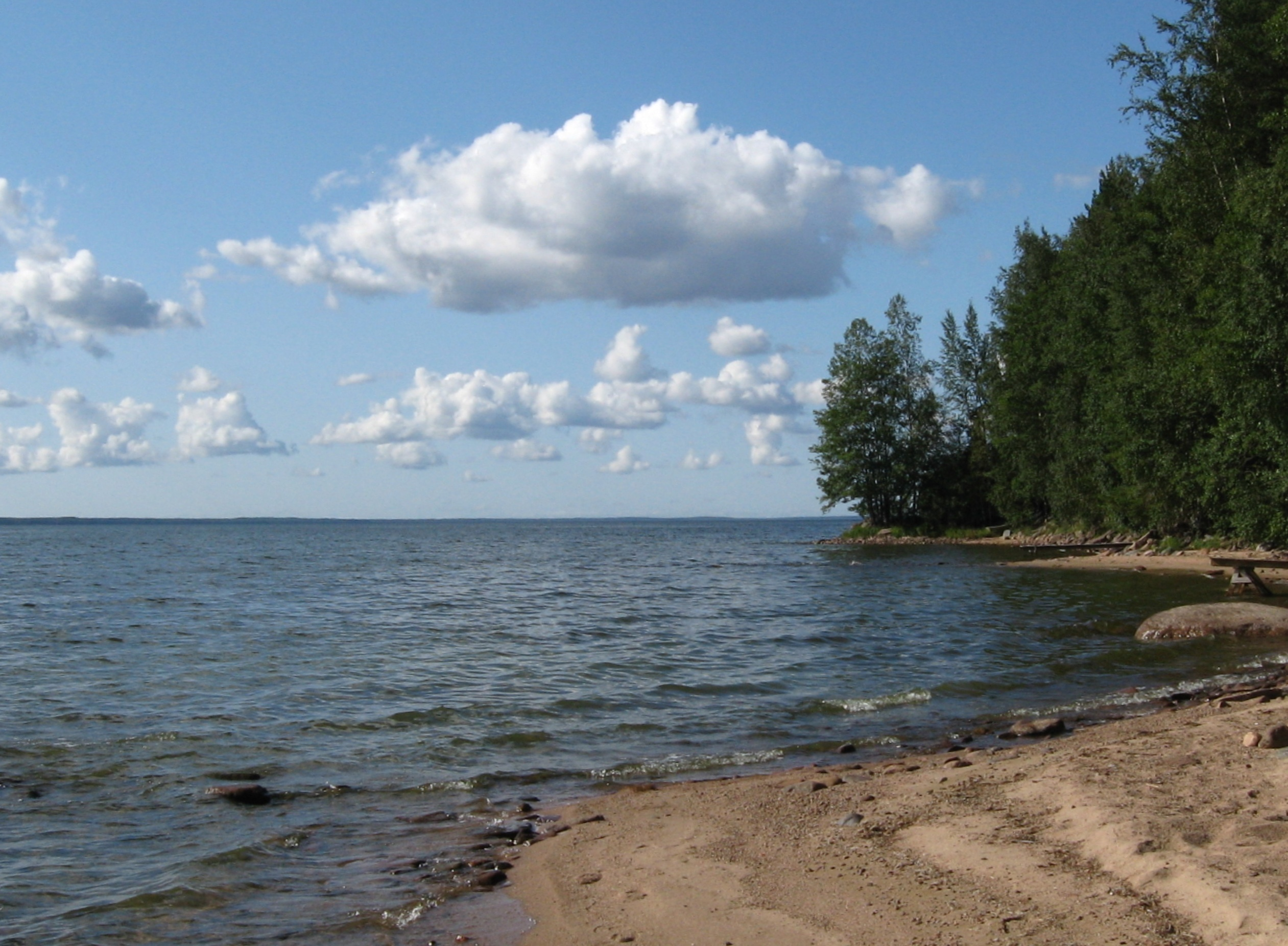
皮海湖

皮海湖（芬蘭語：Pyhäjärvi）是芬蘭的湖泊，位於萨塔昆塔区和芬兰本部区，長25公里、寬8公里，面積155.2平方公里，集水區面積616平方公里，海拔高度44.9米，平均水深5.5米，最大水深26米。